# 日本水難救済会
公益社団法人日本水難救済会（にほんすいなんきゅうさいかい、Public Interest Incorporated Association Marine Rescue Japan）は、日本の公益社団法人である。海や海浜での遭難者や船舶などを救助するボランティアの団体の全国法人であり、40の各地方法人を通じて海難救助活動に対する支援や補償・表彰などを行っている。
この法人の各地方法人に類似する活動組織としては、香川県観音寺市が設置する海防団、三河湾伊勢湾海難救助隊がある。

## 法人概要
- 名誉総裁：憲仁親王妃久子
- 代表理事会長：相原力（第34代海上保安庁長官）
- 代表理事理事長：菊井大蔵（元・海上保安大学校長）
- 住所：〒102-0083 東京都千代田区麴町四丁目5番地 海事センタービル7階

## 沿革
1889年、大日本帝国水難救済会として設立。1904年に帝国水難救済会となり、1949年に日本水難救済会と改称。公益法人制度改革に伴い、2011年に公益社団法人に移行。

## 事業

### 主な活動
日本水難救済会は全国に地方法人を抱え、沿岸地に設置された民間ボランティア救助組織、救難所に対する支援を行っている。救難所は同所を設置する地域の漁師やマリンレジャー関係者などから構成され、構成員の所有する漁船などの船舶を救助活動のために供用する。救難所の人々は、普段は海に関する職業を営み、水難救済会の支援や訓練教育を受けて救助活動に貢献している。救助活動を要因とする受傷や発病に対する支援や補償、功労あった救難所員に対する表彰のほか、海難救助に関する施策や調査を主な事業として運営されている。
- 救難所の運営
- 救助出動報奨金の交付
  - 海難救助に出動した救難所員に対する出動報奨金の交付。
- 救助訓練
- 指導者研修
  - 人工呼吸、心肺蘇生法などの研修訓練を各救難所の指導者に施し所属各救難所員への伝達研修。
- 救難所員実地訓練
  - 機器操法、救急法、孤立者救助、乗り揚げ船救助、火災船救助など。
- 救難器具の整備
  - 救難所に対する救命索発射器、消防ポンプ、救命ゴムボート、発動発電機などの整備。
- 救助船の整備
  - 出動率の高い救難所に対する専用の小型救助船の配備。
- 洋上救急に関する事業
- 功労のあった救難所員に対する表彰
- 調査研究活動

### 青い羽根募金
日本水難救済会では、民間ボランティア救助組織に所属する救助員が海難救助活動を行うために必要となる装備や訓練などの費用にあてるため、1950年から青い羽根募金の活動を実施している（地域によって異なり、沖縄県では平成10年から）。
募金は周年受け付けているが、近年では7月の海の日を中心に、7月1日 - 8月31日までの2か月間を強調運動期間として活動している。平成23年3月には、青い羽根募金支援自動販売機の第1号が設置された。国土交通省、海上保安庁、水産庁、消防庁も後援しているという。
2021年度の募金額は、 約8000万円に上り、救命胴衣やロープなどの救難用物資や、救助訓練費などに充てられる。
2022年7月12日、「青い羽根募金」をより広く知ってもらうため、ミス日本「海の日」の属（さっか）安紀奈氏が国土交通省を訪れ、斉藤国土交通大臣を表敬した。

## 表彰制度

### 救難所員に対する表彰
同会では以下の表彰記章、楯、感謝状などをもって水難救助の功労者および法人への支援者に対する表彰を行っている。
- 名誉総裁章
- 特別有功章
- 救助特別功労章
- 救助功労章
- 救助出動回数功労章
- 勤続功労章

### 寄付者への表彰
- 紺綬褒章[7]

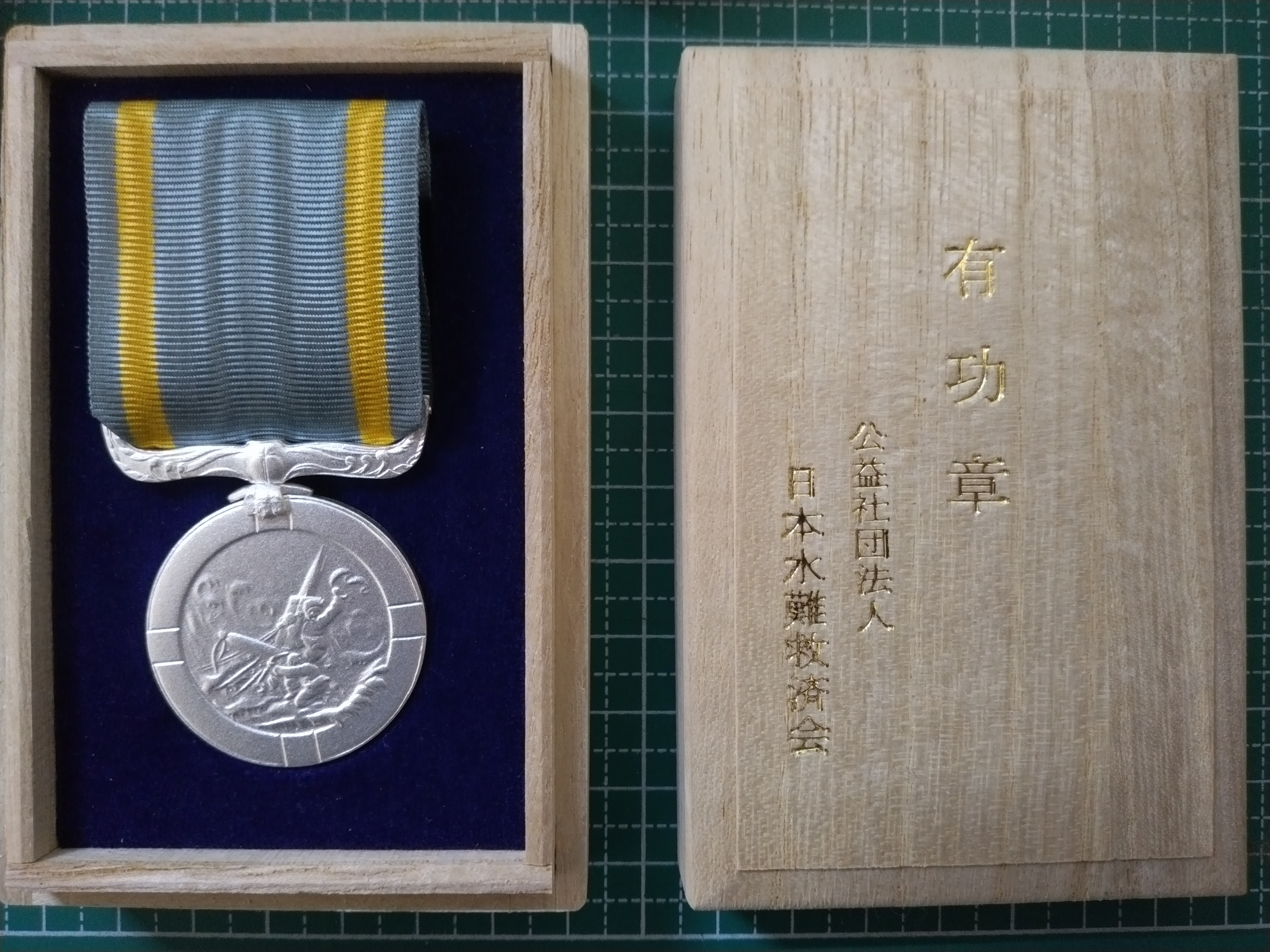
日本水難救済会の「有功章」と桐箱

  - 一時に500万円以上の寄付をした個人、1000万円以上の寄付をした法人・団体は紺綬褒章の対象となるので国に上申される。勲章型で、回数毎に銀の飾版[8]（5枚以上で金の飾版1枚と引き換えになる）と章記（褒状と記す支部もある）が授与される。寄付額が1500万円以上など多額に上る場合には、併せて賞杯（桐紋付きの木盃）が授与される[9]。
- 名誉総裁章
  - 100万円以上の寄付をした個人には、名誉総裁章と感謝状が贈られる。
- 名誉総裁盾
  - 300万円以上の寄付をした法人・団体には、名誉総裁盾と感謝状が贈られる。
- 有功章
  - 20万円以上の寄付をした個人には、有功章と感謝状が贈られる。
- 事業功労有功盾
  - 法人・団体には、事業功労有功盾と感謝状が贈られる。
- 感謝状
  - 10万円以上の寄付をした個人または法人・団体には、感謝状が贈られる。
- 青い羽根バッジ
  - 500円以上寄付をした希望者に贈られる。

## 主な人物

### 総裁
- 初代：有栖川宮威仁親王（1890年（明治23年）4月 - 1913年（大正2年）7月10日）[10]
- 二代：東伏見宮依仁親王（1913年（大正2年）8月 - 1922年（大正11年）6月27日）[10]
- 三代：伏見宮博恭王（1922年（大正11年）8月 - 1946年（昭和21年）3月）[10]

### 名誉総裁
- 初代：高円宮憲仁親王：（2001年（平成13年）7月25日 - 2002年（平成14年）11月21日）[10]
- 二代：憲仁親王妃久子：（2003年（平成15年）2月19日 - ）[10]

## 関連文献
- 『海の赤十字』帝国水難救済会、1928年（英米独仏伊の「水難救済機関」を書籍・年報・文書によって概観したもの）
- 『帝国水難救済会五十年史』帝国水難救済会、1939年
- 『日本水難救済会100年史』日本水難救済会、1990年
- 『黎明期の金刀比羅宮と琴陵宥常』西牟田崇生著、国書刊行会、2004年
- 柴崎力栄「明治期山口県における水難救済会の組織形成」[11][12]、2012年2月